# هيلين جيه. كانتور
هيلين جيه. كانتور هي عالمة آثار في الشرق أدنى و في تاريخ الفن في لغات الشرق الأدنى والحضارة في معهد الدراسات الشرقية بجامعة شيكاغو، اشتهرت لعملها في جغاميش، إيران من عام 1961م حتى 1978.

## النشأة والدراسة
ولدت كانتور في شيكاغو في عام 1919م، وكانت مصابة باعتلال عضلي خلقي، مرض عضلي نادر حد من نشاطها، وأنهى حياتها العملية. درست في جامعة إنديانا وتلقت شاهدته البكالريوس في علم الحيوان وعلم الأحياء بعمر التاسعة عشر. حصلت على شهادة الدكتوراة في عام 1945م من جامعة شيكاغو[1].

## الأبحاث
في عام 1944، وبينما كانت طالبة نشرت هيلين مقالة بعنوان "The Final Phase of Predynastic Culture, Gerzean or Semainean" في مجلة دراسات الشرق الأدنى. أكثر عمل ذاع صيته عنها هو "The Aegean and the Orient in the Second Millennium B.C" الذي نشر في عام 1947م. وضحت هذه المقارانات بين الثقافات اتصالات مهمة بين الأعمال الفنية بين كلا من الحضارتين.
وبجانب عملها الأساسي في جغاميش، حفظت موقعاً بالقرب من جغابونت من التدمير وأجرت موسمين من التحاقيق هناك في عام 1976/77 و 1977/78م.